# Stadkant

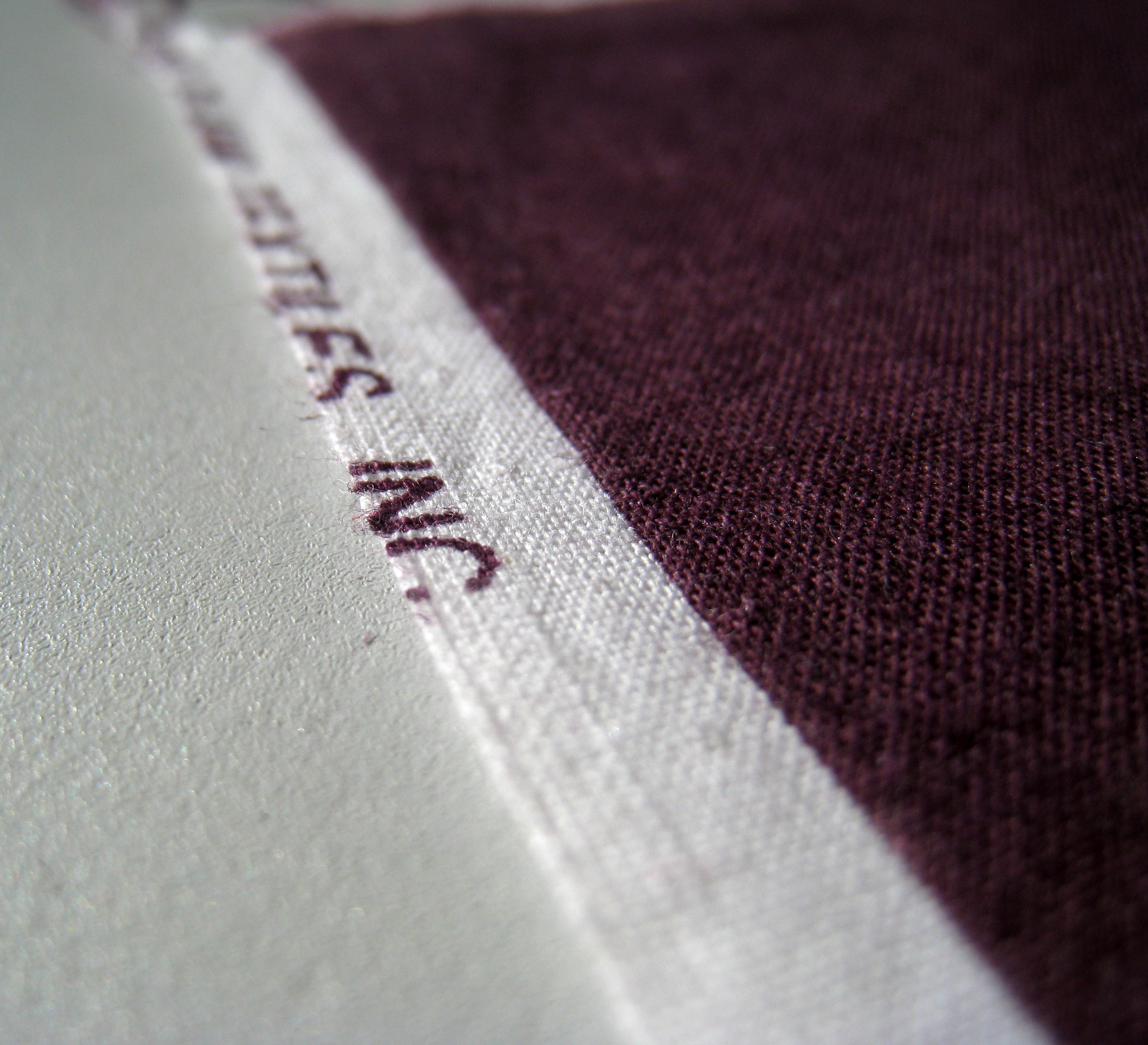
Stadkant

Stadkant - eller bara stad - på tyg görs för att öka hållfastheten i sidan av väven. Bredden på stadkanten styrs av antalet rör i vävskeden som träs med högre antal trådar. Stadträdning är således det extra antalet trådar vävaren trär in i vävskedens kanter och ska inräkna i varpens trådantal för att åstadkomma en stadkant på väven. 
Val av stadkant styrs av vilket material varp och inslag har, samt vävens trådantal i skeden i övrigt. Minst två rör används för stadkanten.
Vid industriell vävning av damast och jacquard förekommer att varje enskilt inslag klipps av inuti stadkanten, dels i syfte att förstärka stadkanten ytterligare och ge ett slätare tyg, dels i syfte att därmed eliminera behovet av övervakning för byte av skyttel till inslaget.